# Aprire il fuoco
Aprire il fuoco è il quinto e ultimo romanzo dallo scrittore Luciano Bianciardi, pubblicato nel 1969.
Romanzo di impronta autobiografica, in cui l'autore offre una fantasiosa rivisitazione dell'insurrezione antiaustriaca delle Cinque giornate di Milano, situata però nel marzo 1959, mescola realtà e finzione, passato e presente, ricostruendo l'identità di un uomo disilluso dalla società della quale egli stesso è protagonista. L'azione si svolge nella immaginaria cittadina costiera di Nesci, dietro la quale si cela Sant'Anna di Rapallo, divenuta ritiro di Bianciardi dopo la deludente esperienza milanese.
Edito da Rizzoli nel 1969, il libro è stato successivamente ristampato da ExCogita e poi da Stampa Alternativa, che ha scelto di denominarlo con il titolo che Bianciardi aveva scelto inizialmente e poi scartato dall'editore, Le cinque giornate: bisognerebbe anche occupare le banche.

## Edizioni

### Edizioni italiane
- Luciano Bianciardi, Aprire il fuoco, La Scala, Rizzoli, 1969.
- Luciano Bianciardi, Aprire il fuoco, le gloriose giornate dell'immaginaria insurrezione milanese del 1959, collana BUR, Rizzoli, 1976.
- Luciano Bianciardi, Aprire il fuoco, ExCogita, 2001.
- Luciano Bianciardi, Le cinque giornate: bisognerebbe anche occupare le banche, Stampa Alternativa, 2008.
- Luciano Bianciardi, Aprire il fuoco, ExCogita, 2015, pp.348.

### Edizioni in altre lingue
- Luciano Bianciardi, Abrir el fuego, Caracas, Monte Ávila, 1970; traduzione di Eugenio Guasta (spagnolo).
- Luciano Bianciardi, Ekpafi, Milano, ExCogita, 2011; traduzione di Carlo Minnaja (esperanto).